# SGI O2

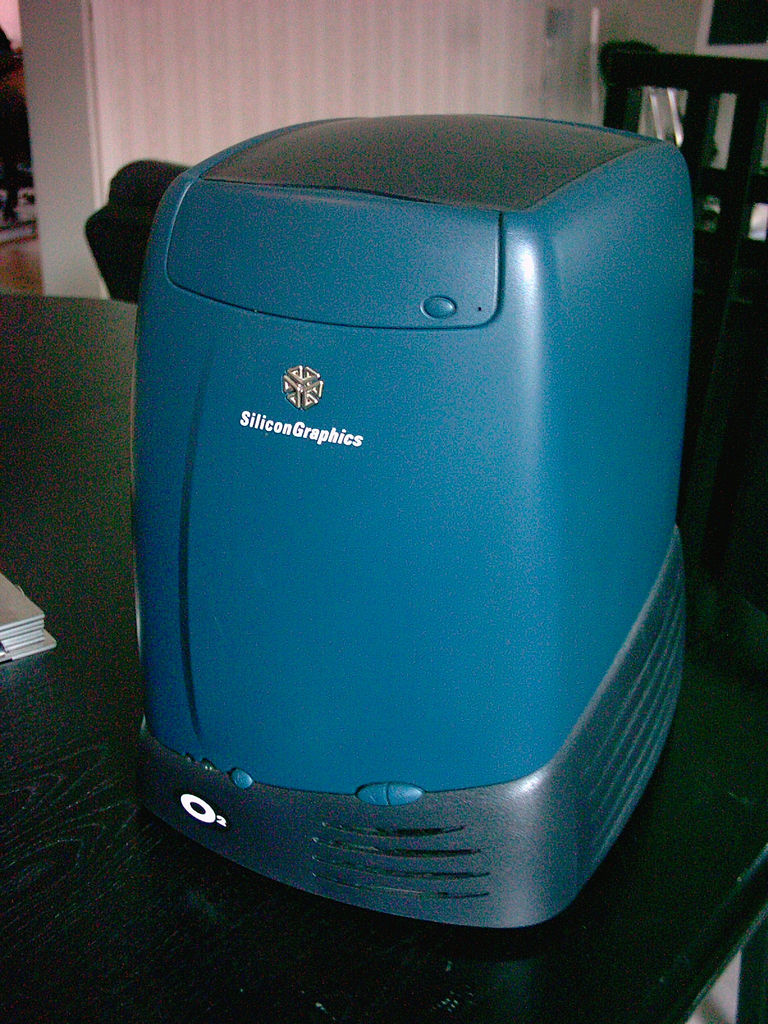
SGI O2

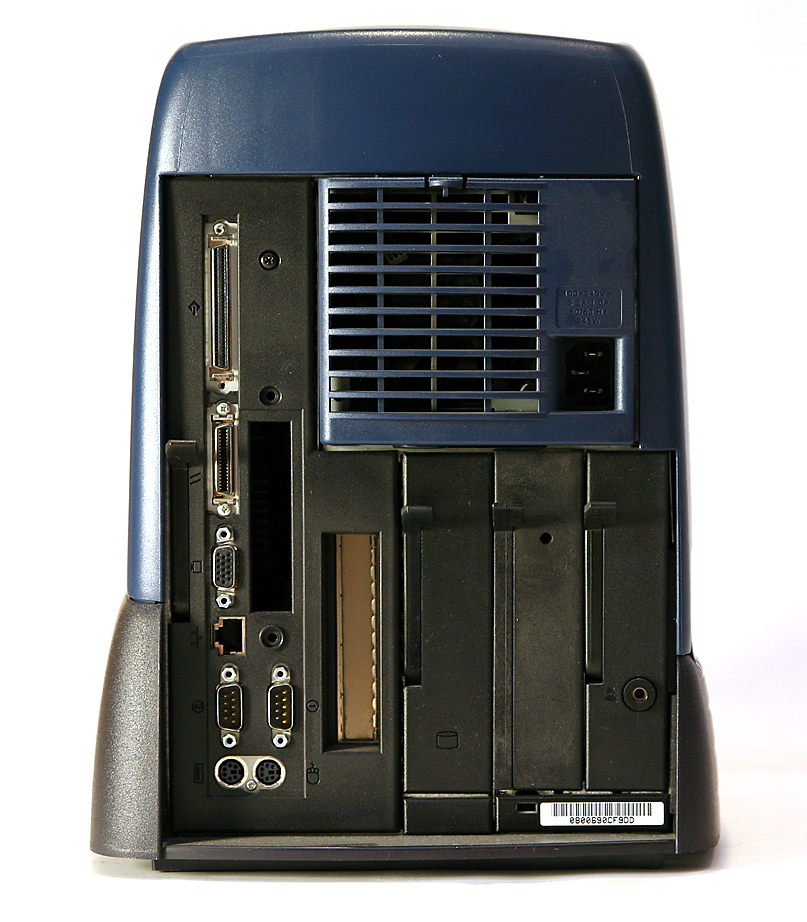
vu de derrière

La SGI O2 est la station de travail d'entrée de gamme de Silicon Graphics, construite entre 1997 et 2001.

## Présentation
La SGI O2 est reconnaissable par son boitier bleu aux contours arrondis. Sur la face arrière Il y a un slot pour la carte-mère, et 4 slots d'extensions. Sur la face avant il y a le tiroir du lecteur de CD-ROM et des connecteurs audio sont sur le côté. Destinée aux professionnels de l'imagerie, elle est équipée d'un puissant adapteur graphique, et on peut y ajouter une carte pour enregistrer de la vidéo. La SGI O2 n'a pas de lecteur de disquette.

## Spécification technique
- 1 processeur 32 bits MIPS R5000, R10000 ou R12000, de 180 à 250 Mhz selon les modèles.
- 32 Mo de mémoire ou plus.
- contrôleur disque dur Ultra-Wide SCSI. 2 Go de disque ou plus.
- carte réseau Ethernet 10/100
- système d'exploitation SGI IRIX 6.3 ou 6.5

## Logiciels
La SGI O2 est livrée avec IRIX, le système d'exploitation de type Unix de SGI, et 7 CD de logiciels -  des applications d'imagerie, des daemons et des logiciels de la Free Software Foundation.
Il est aussi possible d'y installer Linux, OpenBSD ou NetBSD.